# ماري كاريو (منافسة ألعاب القوى)
ماري كاريو (بالإنجليزية: Mary Carew)‏ هي منافسة ألعاب القوى أمريكية، ولدت في 8 سبتمبر 1913 في ميدفورد في الولايات المتحدة، وتوفيت في 12 يوليو 2002 في فرامينغهام في الولايات المتحدة.

## وصلات خارجية
- ماري كاريو على موقع الاتحاد الدولي لألعاب القوى (الإنجليزية)
- ماري كاريو على موقع اللجنة الأولمبية الدولية (الإنجليزية)
- ماري كاريو على موقع أوليمبيديا (الإنجليزية)